# Paphinia rugosa var. sanderiana
Variété
Paphinia rugosa var. sanderiana Rchb.f., est une variété de plantes à fleurs de la famille des orchidée et de la sous-tribu des Stanhopeinae.
Cette variété a été découverte en Colombie par Joseph Henry Chesterton en 1879, qui a souhaité que la plante soit dédiée à Frederick Sander.

## Description
La fleur est jaune clair avec quelques marques chocolat. Le label est blanc, avec des tâches pourpres.

## Étymologie
Nom donné en l’honneur du fameux horticulteur britannique Henry Frederick Conrad Sander (1847-1920), « The Orchid King » qui publia la collection Reichenbachia de 1888 à 1894.

## Diagnose
Sepala et tepala flaveola maculis paucissimis brunneis. Labellum album maculis purpureis.
Rchb. f.. Gard. Chron. 2de ser. 12, 520 (1879). 

## Répartition et biotope
Colombie